# Tutto quello che avremmo potuto essere io e te se non fossimo stati io e te
Tutto quello che avremmo potuto essere io e te se non fossimo stati io e te (Todo lo que podríamos haber sido tú y yo si no fuéramos tú y yo) è un romanzo dello scrittore spagnolo Albert Espinosa. La prima edizione in lingua originale è del 2010, così come quella in italiano.

## Trama
Marcos possiede il dono di riuscire a leggere i pensieri, le emozioni e i ricordi delle persone semplicemente guardandole negli occhi. Si guadagna da vivere utilizzando questa sua capacità in collaborazione con la polizia.
Un giorno riceve la notizia della morte di sua madre, una coreografa che aveva trascorso tutta la sua vita in giro per il mondo ad allestire spettacoli di danza. Marcos, che non ha mai conosciuto il padre, è estremamente legato alla madre, e preso dallo shock decide di cambiare drasticamente la propria esistenza: acquista un costoso farmaco che una volta inoculato nel corpo gli consentirà di restare sveglio per sempre.
Poco prima di iniettarsi il farmaco riceve però una telefonata dal capo della polizia, che gli chiede di recarsi presso la loro stazione per cercare di leggere la mente di un extraterrestre appena catturato, il cui aspetto è quello di un semplice adolescente.
Nonostante gli sforzi, Marcos non riesce a captare i pensieri dell'alieno (soprannominato "Lo straniero" dalle forze dell'ordine), che a sua volta riesce invece a entrare nella mente di Marcos. All'improvviso lo straniero gli avanza due richieste: per prima cosa deve aiutarlo a fuggire dalla polizia, che lo sta seviziando da giorni per estorcergli ogni tipo di informazione; poi Marcos dovrà recarsi in giornata a teatro per incontrare una ragazza di cui si era invaghito, con la quale non aveva mai scambiato una sola parola. Marcos non capisce il senso della seconda richiesta, ma decide di aiutare l'alieno.
Così, mentre il capo della polizia facilita l'evasione dello straniero, Marcos si reca a teatro, dove riesce a fare la conoscenza della ragazza. Mentre i due prendono un caffè, il capo della polizia avvisa telefonicamente Marcos che lo straniero lo aspetta nella città di Salamanca. Marcos parte immediatamente per la nuova destinazione insieme alla ragazza appena conosciuta.
Giunti a Salamanca, incontrano lo straniero, che acconsente di raccontare loro tutta la scioccante verità: ogni essere umano ha a disposizione sei vite, da trascorrere su sei pianeti differenti. La Terra ospita coloro che stanno vivendo la seconda esistenza, mentre lo straniero proviene dal terzo pianeta. Arrivati sul quarto pianeta si riceve il dono di leggere nella mente altrui, dono che per errore della natura Marcos ha ricevuto in anticipo. Sul quinto pianeta, invece, viene concesso di avere memoria delle quattro vite precedenti e di quella successiva. Cosa ci sia dopo la sesta vita rimane però un mistero.
Lo straniero, che sempre per errore ha ricevuto in anticipo il dono della conoscenza di tutte e sei le vite concesse agli umani, è tornato sulla Terra per rivedere un'ultima volta l'amata moglie, da cui era stato separato in giovane età a causa di un tragico incidente. Purtroppo è arrivato in ritardo: la donna, oramai vecchissima, è morta da poche ore. Ai tre non resta quindi che andare a visitare la salma della donna, che viveva a Salamanca. Giunti alla casa della defunta, lo straniero consegna a Marcos un foglietto in cui è scritto il motivo per cui ha voluto che incontrasse la ragazza a teatro. Dopodiché, si sdraia accanto al corpo della moglie e spira.
Marcos e la ragazza vanno a riposare in un albergo vicino e decidono di leggere cosa c'è scritto sul biglietto, scoprendo così di essere stati padre e figlia nella vita precedente. Marcos ha così perso la persona che più aveva amato in vita, sua madre, ma ne ha trovata un'altra che aveva amato tantissimo nella sua vita precedente; non ha quindi più bisogno di modificare la propria esistenza e decide di rinunciare all'iniezione del farmaco.

## Edizioni
- Albert Espinosa, Tutto quello che avremmo potuto essere io e te se non fossimo stati io e te, traduzione di Patrizia Spinato, TEA, 2010,  p. 190, ISBN 978-88-6256-432-8.
- Albert Espinosa, Tutto quello che avremmo potuto essere io e te se non fossimo stati io e te, traduzione di Patrizia Spinato, Salani, 2011,  p. 189, ISBN 978-88-6256-654-4.